# Avenue of the Americas

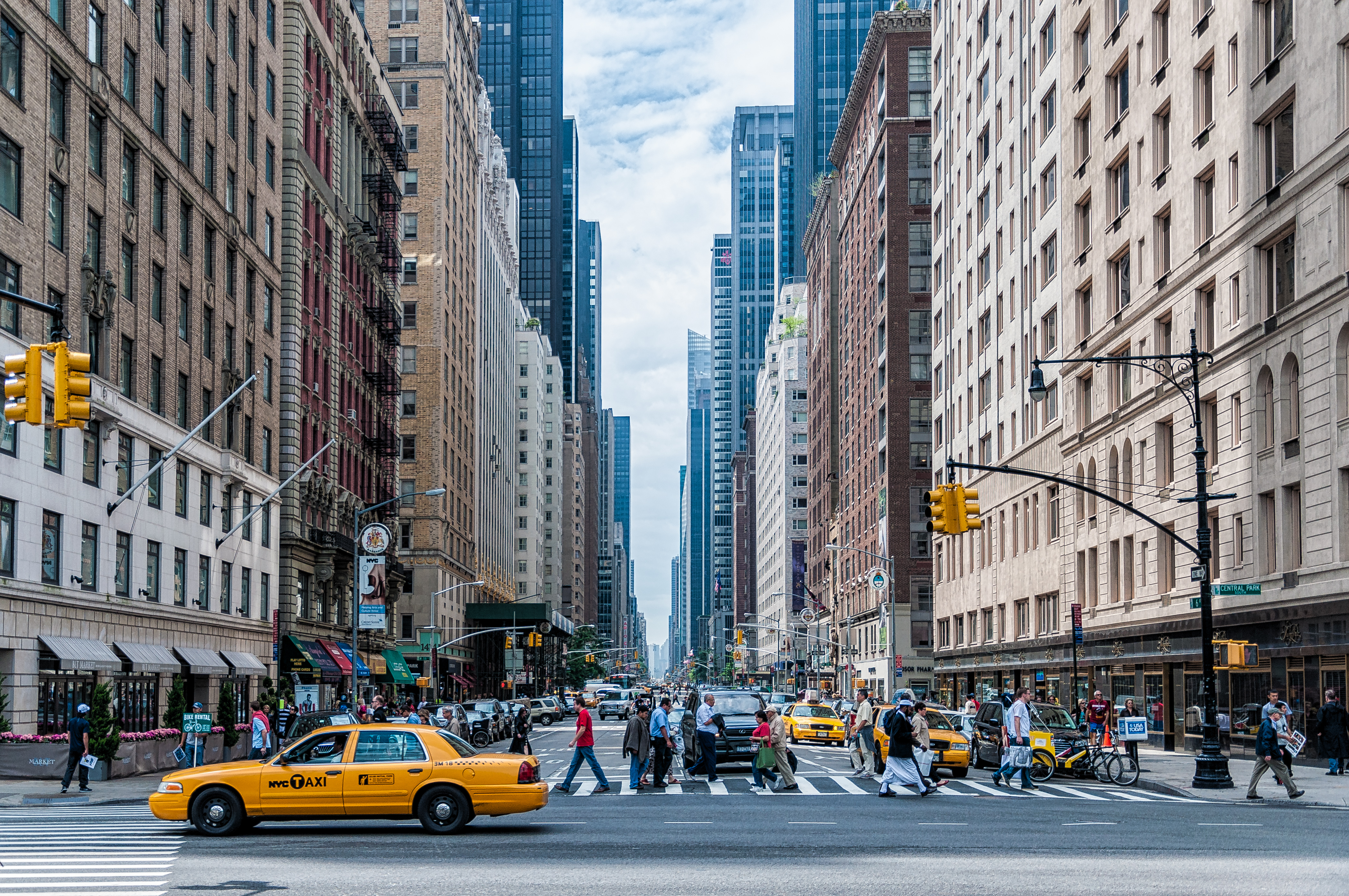
Gatan sedd från Central Park och söderut.

Avenue of the Americas, alternativt Sixth Avenue, är en huvudled som ligger på Manhattan i New York i den amerikanska delstaten med samma namn. Gatan är cirka sex kilometer lång och sträcker sig från södra änden av parken Central Park i norr och till Church Street i stadsdelen Tribeca i söder.
Gatan anlades 1811 som Sixth Avenue och hette så officiellt fram till 1945 när New Yorks borgmästare Fiorello La Guardia uppmanade New Yorks stadsfullmäktige att byta det officiella namnet till Avenue of the Americas. La Guardia ville med förslaget att hylla panamerikanismen och att få länder i Central- och Sydamerika att etablera ambassader utmed gatan. Det antogs och blev en lag, som signerades av La Guardia den 2 oktober samma år. Vid Central Park står det statyer av José de San Martín (Argentina), José Martí (Kuba) och Simón Bolívar (Venezuela) medan vid Bryant Park står det en staty av José Bonifácio de Andrada e Silva (Brasilien), statyerna donerades av respektive lands regering för att visa uppskattning till namnbytet. 1984 ville man byta tillbaka till Sixth Avenue för att förenkla för stadens turism men en del av lokalbefolkningen satte sig emot förslaget och det rann ut i sanden.

## Urval av byggnader/adresser
Hyresgäster som inte finns kvar i fastigheter står i kursiv stil, det kan dock förekomma företag som har flyttat utan bidragsgivares vetskap.
|                                                             | Namn | Adress                                                            | Typ                         | Urval av hyresgäster |
| ----------------------------------------------------------- | --- | ----------------------------------------------------------------- | --------------------------- | --- |
|                                                             | 34th Street – Herald Square                                                                                                 |                                                                   | Tunnelbanestation           | |
|                                                             | 32 Avenue of the Americas (AT&T Long Distance Building, AT&T Building)                                                      | 22–42 6th Avenue New York, NY 10013                               | Samhällsservice/Kommersiell | Bell Canada, Cambridge University Press, Clear Channel Communications, Dentsu, Dorilton Capital, Globo TV International, New York University, Qwest, T-Mobile, Tata Communications, Verizon. |
|                                                             | 10 Sullivan | 120 6th Avenue New York, NY 10013                                 | Bostäder                    | |
|                                                             | Chelsea Stratus | 101 West 24th Street New York, NY 10011                           | Bostäder                    | |
|                                                             | 835 Avenue of the Americas (839 6th Avenue, Beatrice Apartments, Eventi, Fitzpatrick Hotel)                                 | 835–851 6th Avenue New York, NY 10010                             | Bostäder/Hotell             | |
| Byggnaden har också en skyskrapa på varuhusets tak (höger). | 855 Avenue of the Americas (855 6th Avenue, 100 West 31 Street, EOS)                                                        | 855 6th Avenue New York, NY 10001                                 | Bostäder/Kommersiell        | Nike. |
|                                                             | The Continental | 885 6th Avenue New York, NY 10009                                 | Bostäder                    | |
|                                                             | 1010 Avenue of the Americas (The Atlas)                                                                                     | 1010 Avenue of the Americas New York, NY 10018                    | Bostäder                    | |
|                                                             | 1045 Avenue of the Americas (1045 6th Avenue, 7 Bryant Park)                                                                | 1045 6th Avenue New York, NY 10018                                | Kommersiell                 | Reed Smith, Schroders, Venrock. |
|                                                             | 1065 Avenue of the Americas (Dime Savings Bank Building)                                                                    | 111 West 40th Street New York, NY 10018                           | Kommersiell                 | A&E Networks, American Association of Advertising Agencies, Grubhub, HOK, TJX Companies. |
|                                                             | Bryant Park | Bryant Park New York, NY 10018                                    | Park                        | |
|                                                             | 47th–50th Streets – Rockefeller Center                                                                                      |                                                                   | Tunnelbanestation           | |
|                                                             | 1095 Avenue of the Americas (3 Bryant Park)                                                                                 | 1081–1097 6th Avenue New York, NY 10036                           | Kommersiell                 | Apollo Global Management, Asics, Bank of Scotland, Carvel Investors, China Construction Bank, Lukoil, Mesa West Capital, Metlife, Nordstrom Rack, Pantheon Ventures, Russell Investments, RWE, Salesforce.com, Standard Chartered, Stifel, U.S. Bank, Whole Foods Market. |
|                                                             | 1100 Avenue of the Americas (Bryant Park Arcade Building, HBO Building)                                                     | 1100–1108 6th Avenue New York, NY 10036                           | Kommersiell                 | Bank of America, HBO. |
|                                                             | Bank of America Tower (One Bryant Park)                                                                                     | 101–103 West 42nd Street, 1101–1109 6th Avenue New York, NY 10036 | Kommersiell                 | Akin Gump Strauss Hauer & Feld, Bank of America, Durst Organization, HBK Capital Management, Marathon Asset Management, Powa Technologies. |
|                                                             | 1114 Avenue of the Americas (Monsanto Building, W.R. Grace Building, Grace Plaza)                                           | 1114 6th Avenue New York, NY 10036                                | Kommersiell                 | AMP Capital Investors, Antin Infrastructure Partners, Bain & Company, Bank of America, Bank of China, Campari, China Orient Asset Management, EQT Partners, HBO, Insight Venture Partners, Interpublic Group of Companies, Luxor Capital Group, Monsanto, Norddeutsche Landesbank, Oak Hill Capital Partners, Partners Group, Prudential Capital Group, W.R. Grace and Company. |
|                                                             | International Center of Photography                                                                                         | 1114 Ave of the Americas New York, NY 10036                       | Lärosäte/Bibliotek          | |
|                                                             | 1120 Avenue of the Americas (The Hippodrome Building)                                                                       | 1120 6th Avenue New York, NY 10036                                | Kommersiell                 | Bank Hapoalim, BBC Worldwide (BBC Studios), Cambridge in America, Freshfields Bruckhaus Deringer, Indeed, Sojitz. |
|                                                             | 1133 Avenue of the Americas (Inmont Building, Interchem Building)                                                           | 1133 6th Avenue New York, NY 10036                                | Kommersiell                 | ACE Insurance, Booz Allen Hamilton, Charles Schwab, Chiba Bank, Equinix, ING Group, McAfee, Take-Two Interactive, TD Ameritrade. |
|                                                             | 1140 Avenue of the Americas                                                                                                 | 1140 6th Avenue New York, NY 10036                                | Kommersiell                 | Almanac Realty Investors, Aristeia Capital, City National Bank, Field Street Capital Management, Starwood Property Trust, Waterfall Asset Management. |
|                                                             | 1155 Avenue of the Americas                                                                                                 | 1155 6th Avenue New York, NY 10036                                | Kommersiell                 | Cornell University, Deutsche Börse, Dow Jones & Company, Genpact, Linkedin, Robert W. Baird & Co., Verizon. |
|                                                             | 1166 Avenue of the Americas (International Paper Building)                                                                  | 1160–1178 6th Avenue New York, NY 10036                           | Kommersiell                 | Advance Publications, Allied Irish Banks, Condé Nast Publications, D.E. Shaw & Co., Halliburton Group Canada, Huron Consulting Group, International Paper, Invesco, Marsh McLennan, Prudential Financial, Skadden, Arps, Slate, Meagher & Flom, Sprint Corporation, William Blair & Company. |
|                                                             | 1177 Avenue of the Americas (Americas Tower)                                                                                | 1161–1177 6th Avenue New York, NY 10036                           | Kommersiell                 | Aviva Investors, Insperity, Institutional Shareholder Services, Investor Growth Capital, Munich Re, NHK, QVT Financial, Seer Capital Management, Signature Bank, Times Square Capital Management, Vakıfbank, The Weather Channel. |
|                                                             | 42nd Street / Fifth Avenue – Bryant Park                                                                                    |                                                                   | Tunnelbanestation           | |
|                                                             | 1180 Avenue of the Americas (1180 Sixth Avenue)                                                                             | 1180–1186 6th Avenue New York, NY 10036                           | Kommersiell                 | Brasiliens ambassad (finansavdelning), Far Hills Group, HNA Group, Scripps Networks. |
|                                                             | 1185 Avenue of the Americas (Stevens Tower, J.P. Stevens Company Tower)                                                     | 1185 6th Avenue New York, NY 10036                                | Kommersiell                 | Hess Corporation, Industrial and Commercial Bank of China, King & Spalding, Lockton Companies, Markel, National Hockey League (NHL). |
|                                                             | 1211 Avenue of the Americas (Celanese Building, News Corp. Building)                                                        | 1201–1217 6th Avenue New York, NY 10036                           | Kommersiell                 | 21st Century Fox, American Institute of Certified Public Accountants, Annaly Capital Management, Axis Reinsurance, Celanese, Chimera Investment, News Corp, News Corporation, New York Post, Nordea Bank, Ropes & Gray, Royal Bank of Canada, U.S. Capital Advisors, The Wall Street Journal, Wells Fargo. |
|                                                             | 1212 Avenue of the Americas (1212 6th Avenue)                                                                               | 1212 6th Avenue New York, NY 10036                                | Kommersiell                 | |
|                                                             | 1221 Avenue of the Americas (McGraw-Hill Building)                                                                          | 1221–1237 6th Avenue New York, NY 10020                           | Kommersiell                 | Allen & Overy, The Bank of Tokyo-Mitsubishi UFJ (MUFG Bank), Deloitte, Dentons, Mayer Brown, McGraw Hill Financial, Morgan Stanley, National Broadcasting Company, NBC Universal, Sirius XM Holdings, Tokio Marine, White & Case. |
|                                                             | 1230 Avenue of the Americas (Uniroyal Building, U.S. Rubber Company Building, Simon & Schuster Building)                    | 1230 Avenue of the Americas New York, NY 10020                    | Kommersiell                 | First Republic Bank, Simon & Schuster, U.S. Rubber Company/Uniroyal. |
|                                                             | 1251 Avenue of the Americas (1251 6th Avenue, Exxon Building, Esso Building, Mitsui Building)                               | 1241–1251 6th Avenue New York, NY 10020                           | Kommersiell                 | All Nippon Airways, Avon Products, The Bank of Tokyo-Mitsubishi UFJ (MUFG Bank), Berenberg Bank, Development Bank of Japan, DLA Piper, Exxon Corporation, High Road Capital, International Council of Shopping Centers, Itochu, Kanadas generalkonsul, Marvel Entertainment, Mitsui, McGraw Hill Financial, Mitsubishi UFJ Securities, Mizuho Corporate Bank, National Hockey League (NHL), Natixis, Nippon Steel, Sentinel Real Estate, Sidley Austin, Sumitomo Mitsui Trust Holdings, Toshiba, UBS. |
|                                                             | 1260 Avenue of the Americas (Radio City Music Hall)                                                                         | 1260 Avenue of the Americas New York, NY 10020                    | Teater                      | |
|                                                             | 1270 Avenue of the Americas (1270 6th Avenue, RKO Building, Amax Building, Americas Building)                               | 1270 Avenue of the Americas New York, NY 10020                    | Kommersiell                 | Accuweather, Aozora Bank, Bank of Thailand, Beazley Group, FTSE Group, Hubert Burda Media, Prudential Financial. |
|                                                             | 1271 Avenue of the Americas (Time & Life Building)                                                                          | 1261–1277 6th Avenue New York, NY 10020                           | Kommersiell                 | Bessemer Trust, Clinton Foundation, Fidelity Investments, Ipsos, Latham & Watkins, Major League Baseball (MLB), New York Times, Time Inc.. |
|                                                             | 1285 Avenue of the Americas (Paine Webber Building, Equitable Life Assurance Building)                                      | 1285 6th Avenue New York, NY 10019                                | Kommersiell                 | BBDO, Omnicom Group, Paul, Weiss, Rifkind, Wharton & Garrison, UBS. |
|                                                             | 1290 Avenue of the Americas (Axa Financial Center, Sperry-Rand Building)                                                    | 1280–1296 6th Avenue New York, NY 10104                           | Kommersiell                 | Abbott Capital, Axa, AXA Equitable Life Insurance, Cushman & Wakefield, Dentsu Holdings USA, HQ Capital, Morgan Stanley, Neuberger Berman, One Williams Street Capital, Rémy Cointreau, State Street Bank. |
|                                                             | 1301 Avenue of the Americas (J.C. Penney Building, Crédit Lyonnais Building, Calyon Building, Crédit Agricole CIB Building) | 1301–1315 6th Avenue New York, NY 10019                           | Kommersiell                 | Coopers & Lybrand, Crédit Agricole, J.C. Penney, Lehman Brothers, Norton Rose Fulbright, New York State Insurance Fund, Oaktree Capital Management, Pricewaterhousecoopers, Rafferty Holding, RJR Nabisco, Siemens Swiss Re.,Cadet Concept Records[jacket of Rotary Connections 1971 album Hey Love] |
|                                                             | CBS Building (Black Rock)                                                                                                   | 51 West 52nd Street New York, NY 10019                            | Kommersiell                 | CBS Corporation, Charles Schwab. |
|                                                             | 1330 Avenue of the Americas (AB Company Building, ITT Building, Financial Times Building)                                   | 1330 6th Avenue New York, NY 10019                                | Kommersiell                 | Advanced Portfolio Management, Allianz Insurance, American Broadcasting Company, Artisan Partners, Dekabank, Entertainment Studios, Financial Times, Gallup, ITT Inc., New York Life Insurance, Robert Wood Johnson Foundation, Z Capital |
|                                                             | 1335 Avenue of the Americas (New York Hilton Midtown)                                                                       | 1335 Avenue of the Americas New York, NY 10019                    | Hotell                      | |
|                                                             | 1345 Avenue of the Americas (Alliance Bernstein Building, Burlington House)                                                 | 1345 6th Avenue New York, NY 10019                                | Kommersiell                 | Accenture, Alliancebernstein, Allied Irish Bank, Association of International Certified Professional Accountants, Banco Bilbao Vizcaya Argentaria, First Eagle Investment Management, Fortress Investment Group, General Motors, General Motors Asset Management, Global Infrastructure Partners, MacKay Shields, MHR Fund Management, PJ Solomon, Promark Global Advisors, TD Securities. |
| En del av skyskrapan.                                       | 1370 Avenue of the Americas (1370 6th Avenue, Capitol Industries Building)                                                  | 1370 6th Avenue New York, NY 10019                                | Kommersiell                 | Andor Capital Management, Ardian USA, Infrared Capital Partners, Miss Universum (organisationen), Pharo Management, Titan Industries, Tyrus Capital Americas. |
|                                                             | The Ritz-Carlton New York, Central Park (Hotel St. Moritz)                                                                  | 50 Central Park South New York, NY 10019                          | Hotell/Bostäder             | |